# Michael R. McNulty
Michael Robert McNulty (Troy, 16 settembre 1947) è un politico statunitense, membro della Camera dei Rappresentanti per lo stato di New York dal 1989 al 2009.

## Biografia
Nato a Troy in una famiglia politicamente attiva, McNulty studiò alla Loyola University di Roma e al College of the Holy Cross, per poi trovare occupazione nel settore assicurativo.
Entrato in politica con il Partito Democratico, nel 1982 venne eletto all'interno della legislatura statale dello stato di New York e vi rimase per sei anni, fin quando nel 1988 fu eletto alla Camera dei Rappresentanti succedendo a Samuel Stratton.
Negli anni successivi McNulty fu riconfermato dagli elettori per altri nove mandati, finché nel 2008 annunciò la sua intenzione di non concorrere per nuove elezioni e lasciò il Congresso dopo vent'anni di permanenza, venendo succeduto dal compagno di partito Paul Tonko.
Durante la sua carriera politica, McNulty si configurò come un democratico moderato.